# Carlos Lovera
Carlos Alberto Lovera, apodado Lobo (Buenos Aires, Argentina, 23 de enero de 1973-Junín, Provincia de Buenos Aires, Argentina, 1 de julio de 2020) fue un futbolista argentino. Se desempeñó como delantero, en el momento de su fallecimiento, jugaba y formaba parte del cuerpo técnico del Club Atlético Argentino Rojas, del Torneo 6 Ligas de Argentina.

## Carrera
Lovera desarrolló su carrera en varios clubes del ascenso argentino. Fue campeón con Platense de la Primera B 2005-06, y con Almirante Brown en la temporada posterior de la misma categoría.

## Fallecimiento
Murió en Junín el 1 de julio de 2020, tras una larga lucha contra el cáncer. En el momento de su fallecimiento, integraba el cuerpo técnico del Club Atlético Argentino Rojas, equipo del Torneo 6 Ligas.

## Clubes
| Club                               | País      | Año         |
| ---------------------------------- | --------- | ----------- |
| All Boys                           | Argentina | 1993 - 1999 |
| Almirante Brown de Arrecifes       | Argentina | 1999 - 2001 |
| Tigre                              | Argentina | 2001        |
| Almirante Brown de Arrecifes       | Argentina | 2002 - 2003 |
| Juventud Antoniana                 | Argentina | 2003 - 2004 |
| Platense                           | Argentina | 2004 - 2006 |
| Almirante Brown                    | Argentina | 2006 - 2009 |
| Deportivo Morón                    | Argentina | 2009 - 2010 |
| Gimnasia de Concepción del Uruguay | Argentina | 2010 - 2012 |
| Ferro Carril Sud                   | Argentina | 2012        |
| Club Atlético Argentino Rojas      | Argentina | 2015 - 2020 |

## Palmarés

### Campeonatos nacionales
| Título             | Club     | País      | Año  |
| ------------------ | -------- | --------- | ---- |
| Apertura Primera B | Platense | Argentina | 2006 |